# Poecilocloeus submodestus
Poecilocloeus submodestus är en insektsart som beskrevs av Marius Descamps 1980. Poecilocloeus submodestus ingår i släktet Poecilocloeus och familjen gräshoppor. Inga underarter finns listade i Catalogue of Life.